# Gustaf von Paykull
Gustav von Paykull (21 de agosto de 1757 – 28 de enero de 1826) fue un freiherr (circa barón) y Marshal de la Corte, ornitólogo y entomólogo sueco.

## Obra

### Algunas publicaciones
- Monographia Histeroidum. Upsaliae : Palmblad iv 114 pp. (1811).[1]

- Fauna Suecica. Insecta, Coleoptera. Upsala : Edman 3 v. (3 v. 1798, 1799, 1800)

## Honores

### Membresías
- 1791: de la Royal Swedish Academy; y, fundador del Museo de historia natural (Naturhistoriska Riksmuseet) de Estocolmo, a través de su donación, de 1819, de su extensa colección zoólogica a la Academia (hoy en la Swedish Museum of Natural History).

- 1804: electo miembro extranjero honorario de la American Academy of Arts and Sciences.[2]

### Eponimia
- Porzana paykullii (ave de la familia de Rallidae.
- Microhoria paykullii, escarabajo de la familia Anthicidae
- Miomantis paykullii, insecto del orden de la mantis religiosa Mantodea
- Prosopocera paykullii, escarabajo de la familia de los escarabajos de cuernos largos Cerambycidae
- Paykullia, género de moscas de desecho Heleomyzidae

## Abreviatura (zoología)
La abreviatura Paykull  se emplea para indicar a Gustaf von Paykull como autoridad en la descripción y taxonomía en zoología.